# Gioco di parole

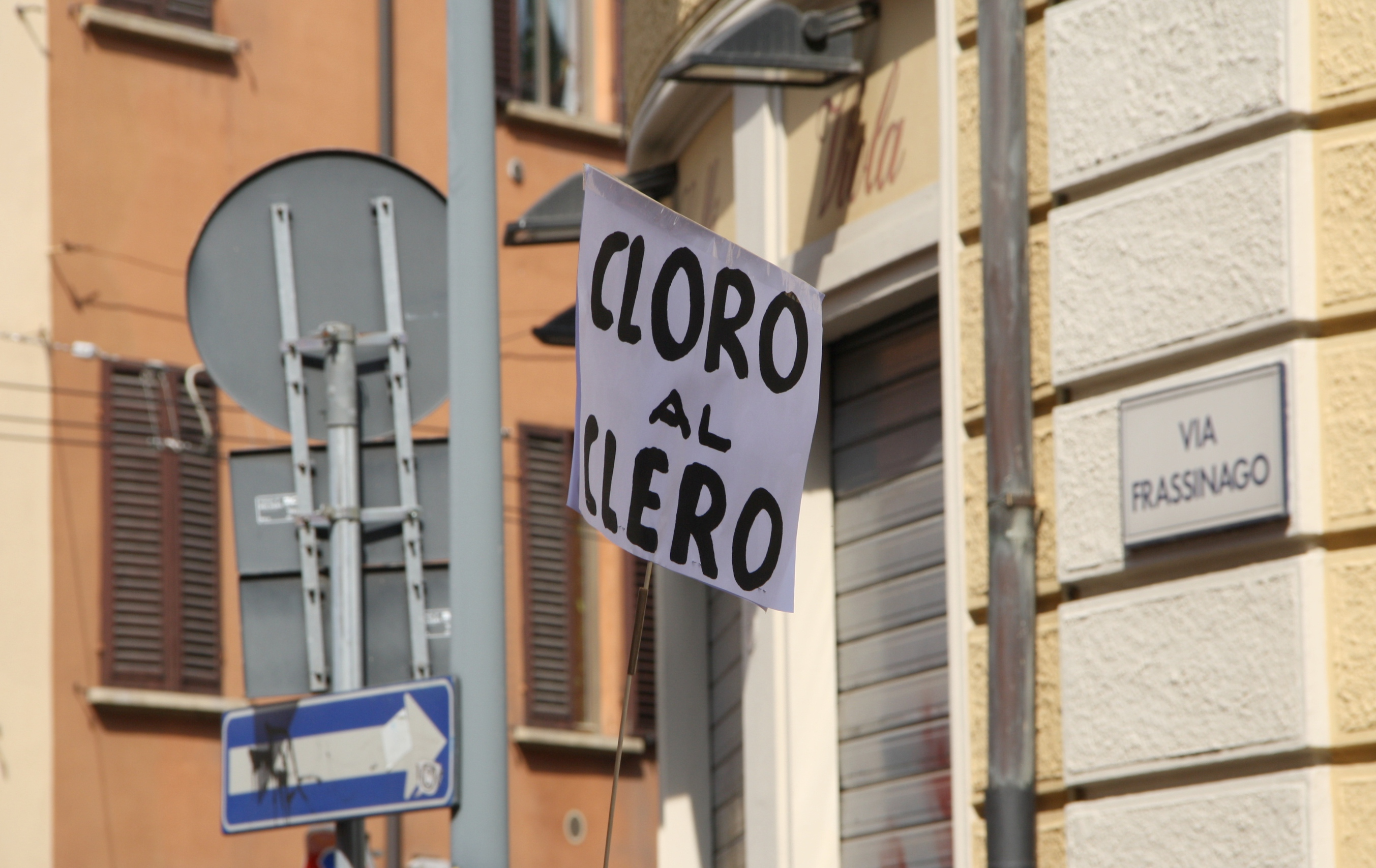
Violento slogan politico consistente in un gioco di parole del genere del bisticcio

L'espressione gioco di parole (o gioco linguistico) descrive fenomeni molto eterogenei (calembour, limerick, lipogrammi, paronimie), accomunati solo dall'impiego di regole non convenzionali, spesso estemporanee ma a volte anche codificate (enigmistica, ludolinguistica), che sostituiscono o affiancano quelle del sistema linguistico di riferimento.
In un'accezione più stretta e comune, «gioco di parole» designa la figura retorica del bisticcio o il doppio senso (calembour) calati nella cosiddetta freddura: questa definizione individua il meccanismo alla base del fenomeno (somiglianza/identità fonetica e differenza semantica) e lo riconduce all'ambito dell'umorismo.

## Storia

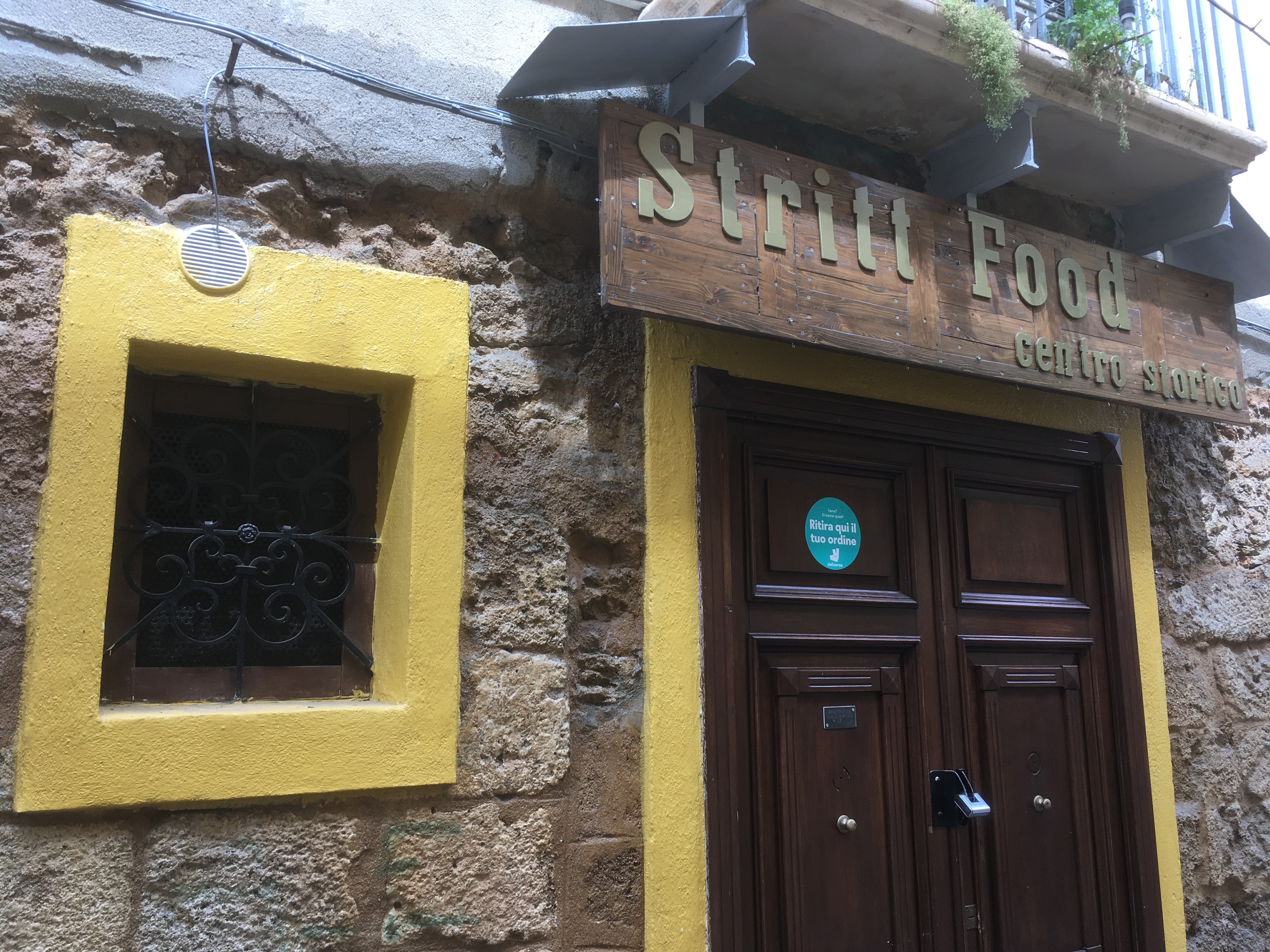
Un chiosco di fast food a Crotone. Da notare l'espressione dialettale crotonese stritt (in italiano vicolo), che richiama a livello di pronuncia quella inglese di street (inteso come street food), creando così un gioco di parole tra il dialetto locale e la lingua inglese.

La tendenza a giocare con le parole si manifesta da sempre in tutte le espressioni letterarie della specie umana, dai poemi omerici alle iscrizioni rinvenute negli scavi archeologici. Celeberrimo è il passo dell'Odissea in cui Ulisse inganna Polifemo facendogli credere di chiamarsi Οὖτις, e declinando il nome in modo che il ciclope non percepisca la somiglianza con il pronome οὔ τις, «nessuno». Pompei antica custodisce due tra gli esempi più datati del quadrato magico, nella forma ROTAS OPERA TENET AREPO SATOR. A Ennio si deve il verso allitterante O Tite tute Tati tibi tanta tyranne tulisti, mentre svariati giochi di parole assistono la comicità di Plauto, ad esempio nell'Aulularia.
Largo uso ne farà in seguito anche William Shakespeare, in tutta la sua opera e specialmente in Pene d'amor perdute, dove sedici personaggi si dividono 250 giochi di parole. La dedizione al gioco di parole si ritrova in inglese nei poeti metafisici, in Swift, Wilde, Joyce, Carroll (Alice nel paese delle meraviglie). Nella vasta schiera di scrittori e poeti che giocano con le parole si rammentano inoltre, per la loro sistematicità, i futuristi (Marinetti, Palazzeschi), i surrealisti (Queneau, Prévert), i membri dell'OuLiPo (lo stesso Queneau, Perec). In campo comico e umoristico, il gioco di parole entra nel cinema e in televisione, dove restano celebri le invenzioni linguistiche di vari autori (si pensi negli Stati Uniti a Groucho Marx, in Italia a Campanile o a Flaiano).

## Tipi
Bartezzaghi distingue due «livelli» del gioco di parole, sulla scia di altri autori che contrappongono al «gioco di parole» propriamente detto il «gioco sulle parole» (Guiraud) o «con le parole» (Dossena). La distinzione attiene essenzialmente alla spontaneità o alla regolamentazione del gioco di parole, che si riflettono sulla sua valenza umoristica: massima nel primo caso, minima nel secondo. I giochi di parole in senso stretto appartengono alla prima categoria.

### Giochi di parole spontanei
Tra i più semplici giochi di parole spontanei si trovano le invenzioni linguistiche non codificate, consistenti nella coniazione di termini e locuzioni svincolati da un significato e/o indecifrabili, spesso pertinenti al linguaggio infantile. Se ne trovano tuttavia esempi letterari, siano o non siano destinati all'infanzia; tra i più illustri si ricorda il verso dantesco Pape Satàn, pape Satàn aleppe. La stessa glossopoiesi può essere considerata un'attività di creazione di giochi di parole, ma regolamentati e decifrabili.
Pertengono poi a questa categoria l'impiego promiscuo di elementi propri di lingue diverse (un cui classico esempio è Il partigiano Johnny di Fenoglio, pullulante di espressioni inglesi), e inoltre le storpiature, gli ipercorrettismi e gli altri vezzi linguistici dei comici, o ancora gli slogan pubblicitari, specie quando si fanno tormentone (famoso è il No, è lavato con Perlana usato negli anni 1980 in risposta alla domanda È nuovo?).

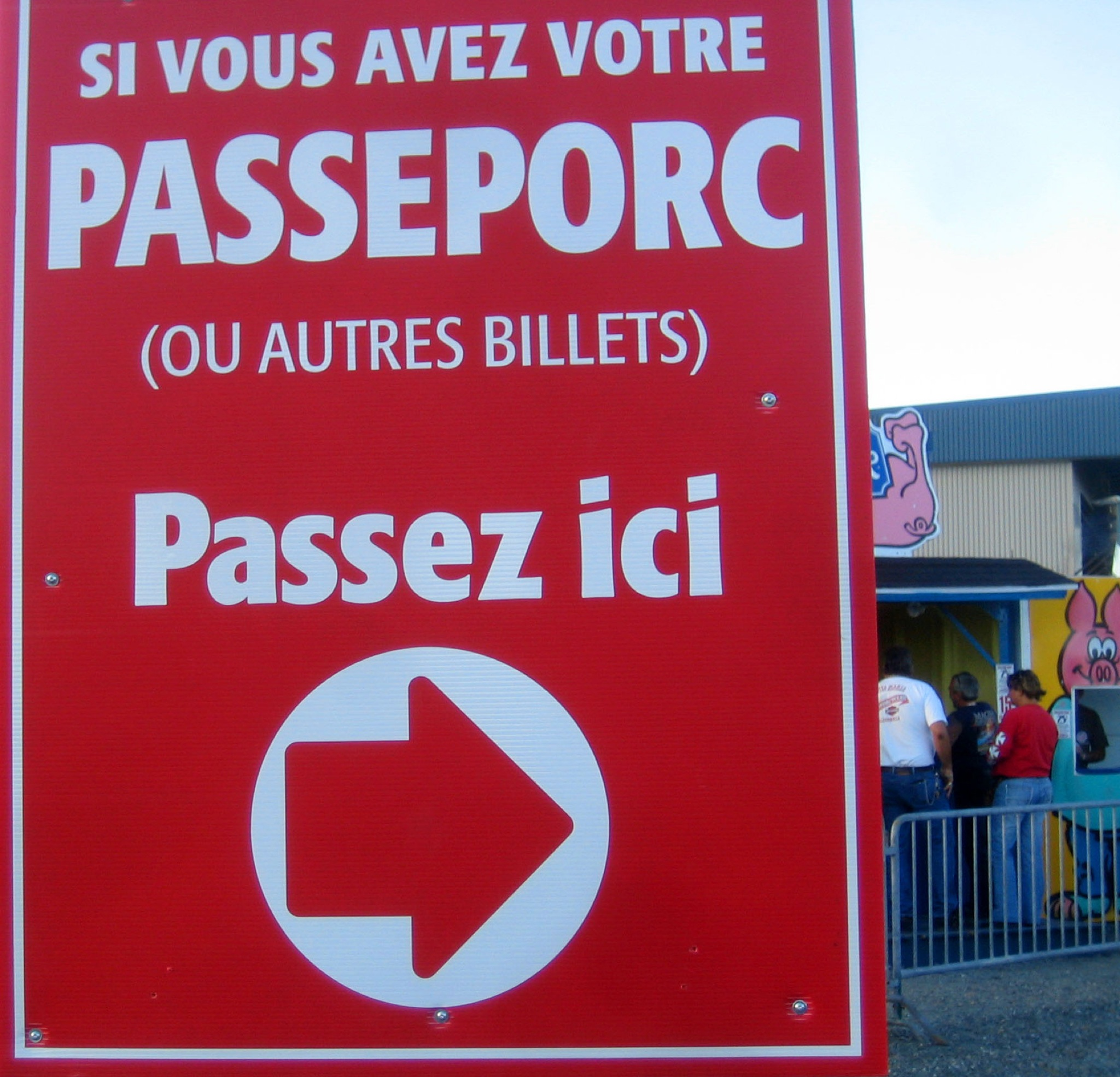
Il passaporco richiesto a una sagra in Canada

I giochi di parole in senso stretto si fondano invece sulla somiglianza o sull'identità fonetica tra due termini, alla quale si associa una differenza di significato. Le due parole possono essere accostate, come nella rima, nell'assonanza, nella consonanza, nell'allitterazione, oppure può realizzarsi una sostituzione (Il più grande poeta italiano morente) o un'allusione per mezzo di un doppio senso (come nel noto titolo di Cuore È scattata l'ora legale: panico tra i socialisti). L'impiego del doppio senso può avere carattere osceno, ed è anzi in tale significato antonomastico che viene spesso inteso lo stesso concetto di doppio senso.

### Giochi di parole regolamentati
Quando il gioco di parole esce dalla sua dimensione estemporanea e si dà un insieme di regole condivise, il linguaggio abdica alla sua funzione comunicativa e forma la base di una vera e propria attività ludica. Questo tipo di gioco di parole include tanto i giochi infantili quanto diversi giochi di società (ad esempio lo Scarabeo), fino alle attività più elaborate dell'enigmistica e della ludolinguistica, con le loro tipiche regole e costruzioni (tra le più note: anagramma,  sciarada, palindromo, acrostico, lipogramma, tautogramma, panvocalismo, monovocalismo).

## Traduzione
I giochi di parole pongono difficoltà di traduzione da una lingua all'altra, tanto maggiori quanto più distanti sono filogeneticamente le due lingue. Ben noto è il titolo wildiano The Importance of Being Earnest, gioco di parole sul nome Ernest, dalla medesima pronuncia e significato dell'aggettivo earnest («serio»): questo pun sul nome del protagonista ha numerose traduzioni in italiano, mai perfettamente aderenti all'originale, non esclusa la rinuncia completa al gioco di parole (L'importanza di chiamarsi Ernesto). Nella teoria jakobsoniana delle funzioni del linguaggio, il gioco di parole risponde a una funzione poetica; Jakobson lo ritiene quindi «per definizione intraducibile». Numerosi altri autori si pongono su questa scia. Nel gioco di parole del resto, secondo la definizione di Kathleen Davis, non abbiamo semplicemente «una parola che evoca un'altra parola o un insieme d'idee» ma piuttosto il «gioco [stesso] che evoca [...] la metodologia dell'intero sistema [linguistico]».

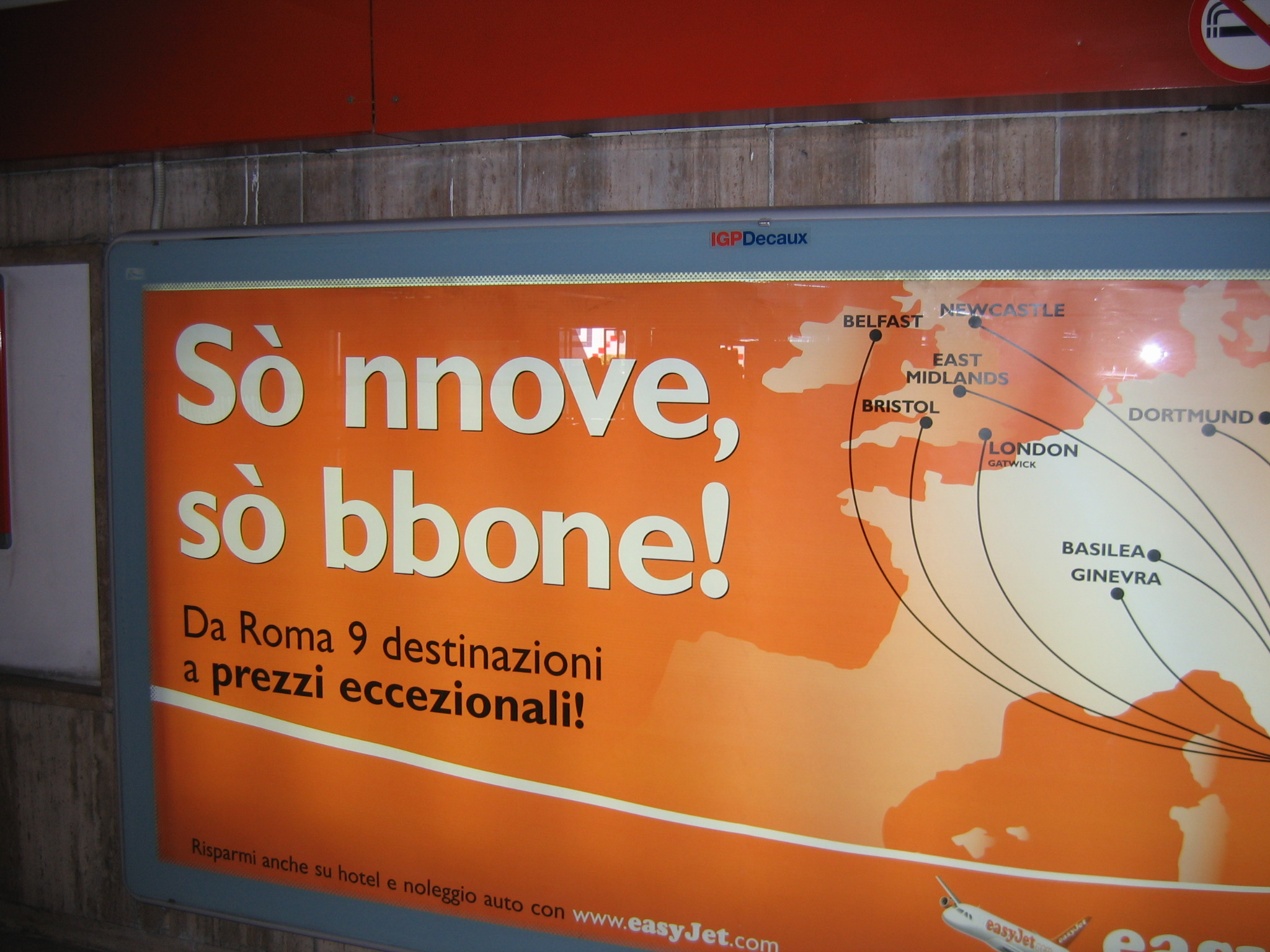
Slogan pubblicitario che gioca sottilmente sull'ambiguità della parola nove in romanesco («nove» o «nuove»)

È Dirk Delabastita ad assumere un diverso punto di vista, che postula la traducibilità del gioco di parole, quanto meno in termini funzionali. A tal fine sono possibili diverse strategie. A volte il pun può essere riprodotto quasi identico: è il caso delle Mrs Sippi e Miss Souri del GGG (The BFG) di Dahl che nella traduzione di Donatella Ziliotto diventano semplicemente Miss Issipi e Miss Uri. Quando ciò non sia possibile, una soluzione consiste nel trovare un gioco di parole simile a quello originale, seppure differente per struttura e significato: così, ad esempio, nello stesso romanzo si trova il bisticcio tra beings («esseri») e beans («fagioli»), reso con il gioco di parole uomo/uovo; qualche altro esempio di questa tecnica è dato dalla resa di Turkey/turkey («Turchia»/«tacchino») in Galles/gallo e Wales/whales («Galles»/«balene») in Colombia/colomba. La totale rinuncia al gioco di parole può risultare una scelta obbligata, specialmente nei titoli (Bride and Prejudice), ma a volte la strategia editoriale preferita è quella di segnalare comunque il calembour in una nota a piè di pagina. Vi sono infine ipotesi in cui il gioco di parole, assente nell'originale, viene prodotto nella lingua d'arrivo.

## Sfruttamento
Il gioco di parole spontaneo trova spesso impiego negli slogan pubblicitari, dove l'effetto sorpresa prodotto dalla violazione delle regole linguistiche attrae l'interesse del consumatore e favorisce l'assimilazione del messaggio. Frequente è inoltre il suo impiego nella satira e nella comicità, così come a volte nella polemica politica (si pensi allo sfascismo pannelliano) e nei titoli dei quotidiani, tra i quali meritano menzione il manifesto, La Gazzetta dello Sport, l'Economist. In generale, il gioco di parole trova applicazione in tutti gli ambiti comunicativi, dal marketing commerciale e politico, allo spettacolo, alla letteratura.